# Shawinigate
Shawinigate est le nom donné à un scandale politique survenu dans les années 1990 au Canada : le premier ministre du Canada d'alors, Jean Chrétien, a été accusé d'avoir profité de certaines transactions immobilières et de certaines politiques gouvernementales dans sa ville natale, Shawinigan au Québec.

## Déroulement
En 1988, avant de devenir premier ministre du Canada, Jean Chrétien et deux associés ont acheté un club de golf et un hôtel pour la somme de 625 000 $ CA. En 1993, six mois avant qu'il ne soit nommé premier ministre, Jean Chrétien et ses associés décident de vendre ces propriétés à Yvon Duhaime, un ami de Chrétien.
Un mois après être devenu premier ministre, Jean Chrétien décide de vendre sa participation dans le club de golf à un magnat torontois, Jonas Prince. Cependant, en janvier 1996, Jean Chrétien détenait toujours les actions puisque Price n'avait pas versé le montant demandé. Il a rapporté cette situation au Commissaire fédéral à l'éthique du Canada, Howard Wilson.
Pendant la même période, le nouveau propriétaire de l'hôtel, Yvon Duhaime, a demandé un prêt de 2 000 000 $ CA à Banque de développement du Canada (BDC) dans le but d'augmenter la taille de l'hôtel. Chrétien est personnellement intervenu dans le dossier, appelant et rencontrant le directeur de la banque. Malgré son intervention, la demande de prêt fut rejetée.
Au début de 1997, Jean Chrétien a commencé par demander à la banque s'il était possible de proposer un plus petit prêt pour augmenter la taille de l'hôtel. Elle a accepté de prêter 615 000 $ CA à Duhaime et le Département des ressources humaines du gouvernement fédéral a accepté d'accorder en plus une subvention de 164 000 $ CA.

## Mise en lumière
Les interventions de Jean Chrétien ont été mises en lumière lentement par le Parti libéral du Canada après qu'une série d'articles furent publiés dans des journaux, que des parlementaires canadiens de l'opposition questionnèrent Jean Chrétien à répétition à la Chambre des communes et qu'une poursuite judiciaire fut entamée.
En 1999, le commissaire à l'éthique Wilson a jugé que Jean Chrétien n'avait violé aucune règle d'éthique, bien qu'il ait admis plus tard qu'il n'était pas au courant que Chrétien était intervenu dans le dossier en rencontrant le président de la BDC dans le but de favoriser le prêt de 615 000 CAD.
En septembre 2003, l'ancien président de la BDC, qui avait initialement refusé le prêt à Duhaime, a reçu un jugement favorable à la suite de son congédiement parce qu'il avait suggéré, en 1999, que la BDC devait reprendre le prêt de 615 000 CAD
Au début de mars 2008, la Cour supérieure de l'Ontario a ordonné au quotidien National Post de remettre des documents ayant servi à documenter les allégations du Shawinigate, affirmant que le besoin de faire appliquer la loi doit être supérieur à la protection des sources anonymes. Le National Post a décidé d'en appeler du jugement à la Cour suprême du Canada.